# Albert Laprade

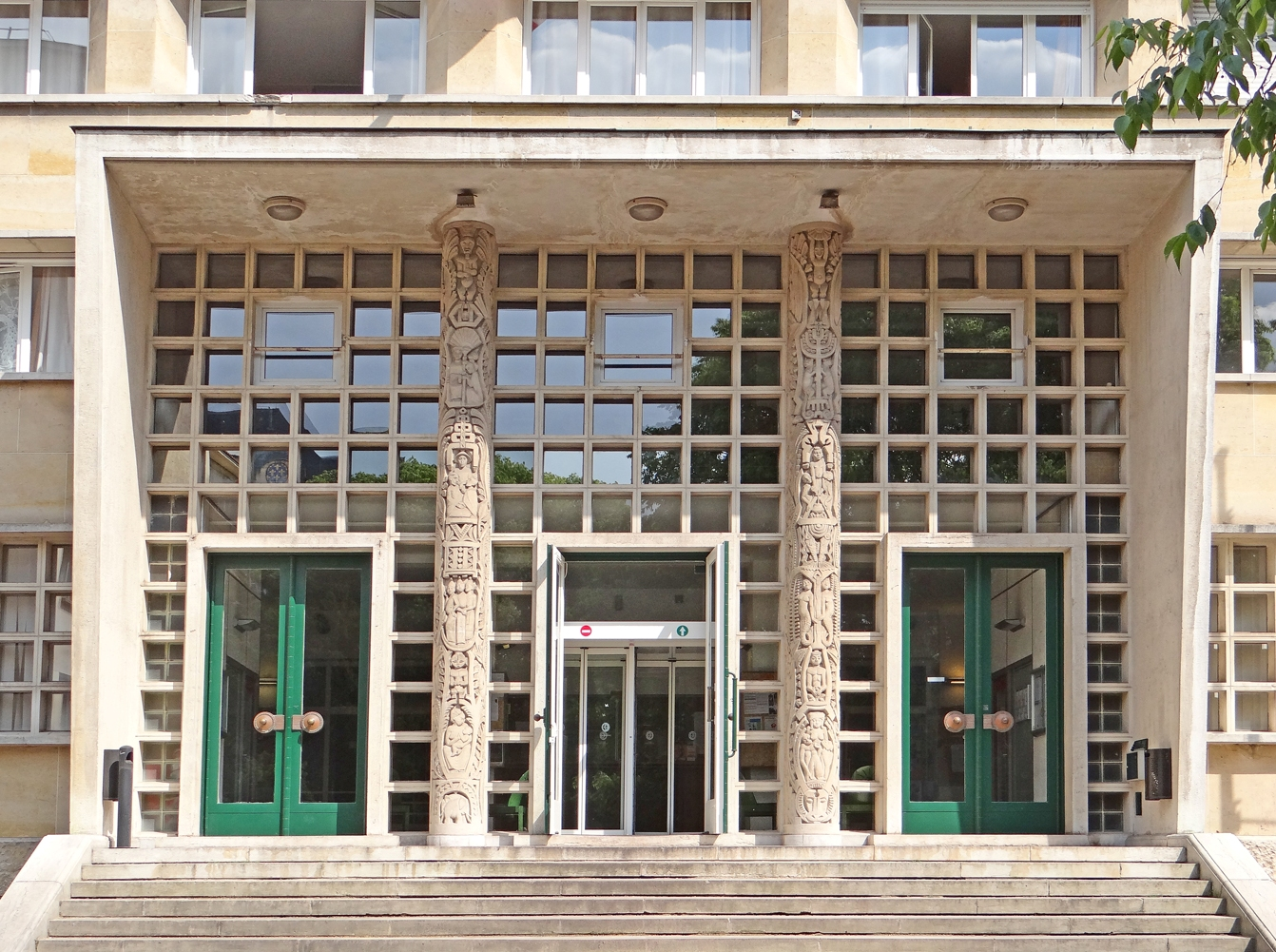
L'ancienne Maison de la France d’Outre

Albert Laprade, nacido en Buzançais (1883) en el departamento de Indre y fallecido en París (1978), fue un arquitecto francés.

## Carrera
- 1900: Licenciatura en Chateauroux,[1] el mismo año que su amigo Jean Giraudoux.
- 1907: Arquitecto graduado por el gobierno, antiguo título antiguo de arquitectura en Francia, después de estudiar en el Escuela Nacional de Bellas Artes en el taller de Gaston Redon, Albert Tournaire y Alfred-Henri Recoura.
- 1914: Movilizado en la declaración de guerra, es herido frente a Ypres.
- 1915: Se incorpora a la residencia general de Francia en Marruecos, donde él es el adjunto de Henri Prost, urbanista de Lyautey. Participó en la construcción de la ciudad local de Casablanca y es el arquitecto de la Residencia General de Rabat y del faro de El Hank.
- 1920: Él crea su propia estudio.
- 1932-1960: Arquitecto Jefe de Edificios Civiles y Palacios Nacionales.
- 1932-1951: Inspector y después inspector general de Bellas Artes.
- 1942-1965: A cargo de la absorción de la barriada número 16 (en los barrios St. Gervais y St. Paul, IV Distrito de París), inició la práctica de la rehabilitación urbana en el corazón de la manzana, que se generalizó durante la creación de los Sectores Salvaguardados, de los cuales Laprade fue uno de los arquitectos pioneros (Sarlat).
- 1944-1958: Arquitecto Jefe del Ministerio de Reconstrucción y Urbanismo (Norte) y el arquitecto de la reconstrucción de Mans.
- 1945-1965: Miembro de la comisión de sitios de París.
- 1950-1962: consultoría instituciones arquitecto Schneider y Cíe. a Le Creusot.
- 1958: Elegido miembro de la Academia de Bellas Artes de la que llegará a ser presidente.
- 1955-1970: Supervisión de la zona alrededor del Sena con Claude Charpentier.
- También fue miembro fundador de la Asociación de Arquitectos Modernos, encabezados por Frantz Jourdain, la Unión de Artistas Modernos y la Unión Internacional de Arquitectos, y un miembro del comité de redacción de la revista L'Architecture d'aujourd'hui.

Está enterrado en el Cementerio Père-Lachaise (10.ª división).

## Obras
Tiene como colaborador en su gabinete a Léon Bazin, que ocupa el segundo lugar en todos sus proyectos en la década de 1930.
La mayoría de sus registros se conservan en Archivo Nacional en el documento AP 403

En París
- Garaje Citroën, Calle Marbeuf (1929);
- Palacio de la Porte Dorée (Palacio de la Puerta Dorada), construido con motivo de la Exposición colonial de 1931 y actual Museo de la Historia de la Inmigración);
- Tres residencias en el Ciudad Internacional Universitaria de París: la Fundación Rosa Abreu de Grancher (1930-1932), la Residencia Lucien Paye (1949-1951) y la Casa de Marruecos (1949-1953), estas dos últimas en colaboración con Jean Vernon y Bruno Philippe;
- Prefectura de París, boulevard Morland (1955-1956);
- Edificio de la Compañía Parisina de Electricidad, 76 rue de Rennes;
- Participó en la rehabilitación del distrito de Marais.
- Diseñó el memorial del distrito XIII[3] (1, boulevard Auguste Blanqui, 75013 Paris) con el escultor René Rochard (1906-1984), inaugurado en 1964

En provincias
- La Cámara de Comercio e Industria de Châteauroux (1932).
- Villa Magdana (ker Magdelen) Docteur Maurice Heitz-Boyer llama le "Minarete" en Bénodet (Finisterre)
- Ciudad administrativa de Lille (1956)
- La presa Génissiat (1939-1941)
- La Central de La Bâthie (1960).

Fuera de Francia
Es también el autor de Embajada de Francia en Turquía en Ankara, construida 1933-39.

## Publicaciones
- Junto con Jean Gallotti, Le Jardin et la maison arabe au Maroc (El jardín y la casa árabe en Marruecos) prefacio del mariscal Lyautey de 1925
- Contribuciones a revistas de Plans (Planificación) (1930-1932) y Prelude (Preludio) (1932-1936).[4]
- Architectures de France à travers les croquis d'Albert Laprade (Arquitecturas de Francia a través del dibujo de Albert Laprade) Berger-Levrault, ISBN 2-7013-0409-1
- Architectures de la Méditerranée à travers les croquis d'Albert Laprade (Arquitectura del Mediterráneo a través del dibujo de Albert Laprade) Berger-Levrault, ISBN 2-7013-0548-9
- Les Rues de Paris à travers les croquis d'Albert Laprade (Las calles de París a través del dibujo de Albert Laprade) Berger-Levrault, ISBN 2-7013-0410-5
- François d'Orbay, architecte de Louis XIV (François d'Orbay, arquitecto de Louis XIV), Vincent, Fréal & Cie, 1960
- Souvenirs sur Jean Giraudoux et le maréchal Lyautey (Recuerdos de Jean Giraudoux y el mariscal Lyautey), Boletín de la Sociedad de emulación de Bourbonnais, Volumen 54, 1966 1er trimestre